# Jacob Matham
Jacob Matham (Haarlem, 15 de outubro de 1571 — Haarlem, 20 de janeiro de 1631) foi um importante gravurista dos Países Baixos.

## Biografia

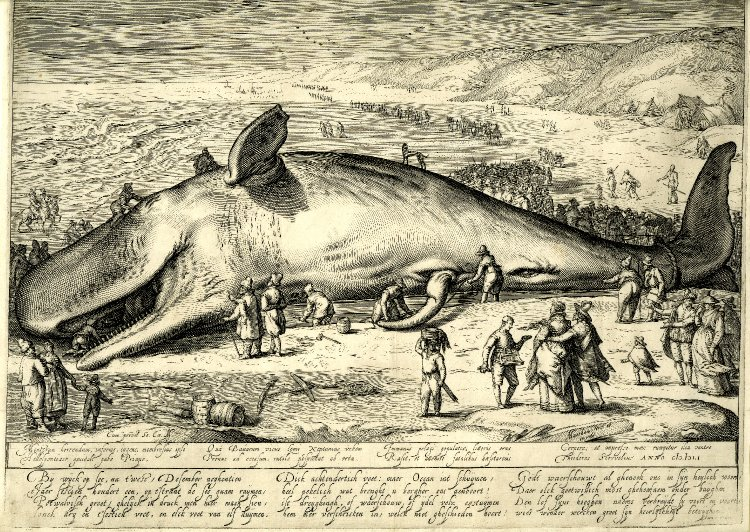
Gravura de uma baleia encalhada, segundo Hendrik Goltzius.

Ele era enteado e aluno do pintor e desenhista Hendrik Goltzius, e cunhado do gravador Simon van Poelenburgh, tendo se casado com sua irmã, Marijtgen. Ele fez várias gravuras após as pinturas de Peter Paul Rubens de 1611-1615, e também uma série após a obra de Pieter Aertsen. Em 1613, o gravador Jan van de Velde foi seu aprendiz. Ele era o pai de Jan, Theodor e Adriaen Matham, o último dos quais era um notável gravador por direito próprio.